# 米罗斯拉娃·切尔纳
米罗斯拉娃·切尔纳（捷克語：Miroslava Černá，1972年6月16日—），捷克女子射箭运动员。她曾代表捷克参加2000年、2004年、2008年和2012年夏季残疾人奥林匹克运动会射箭比赛，其中2008年夏季残奥会获得女子团体反曲弓公开级铜牌。